# Ghara Ghaje
Ghara Ghaje – wieś w Iranie, w ostanie Azerbejdżan Zachodni, w szahrestanie Szahin Deż. W 2006 roku liczyła 465 mieszkańców.